# Лісовпорядкування
Лісовпорядкування — комплекс заходів, спрямованих на забезпечення ефективної організації та науково обґрунтованого ведення лісового господарства, охорони, захисту, раціонального використання, підвищення екологічного та ресурсного потенціалу лісів, культури ведення лісового господарства, отримання достовірної і всебічної інформації про лісовий фонд України.